# Tam lang
Tam lang hay còn gọi chiếc chùm to (danh pháp khoa học: Barringtonia macrostachya) là một loài thực vật có hoa trong họ Lecythidaceae. Loài này được (Jack) Kurz mô tả khoa học đầu tiên năm 1875.